# Monvalle
Monvalle är en ort och kommun i provinsen Varese i regionen Lombardiet i Italien. Kommunen hade 1 954 invånare (2018).